# Претцин

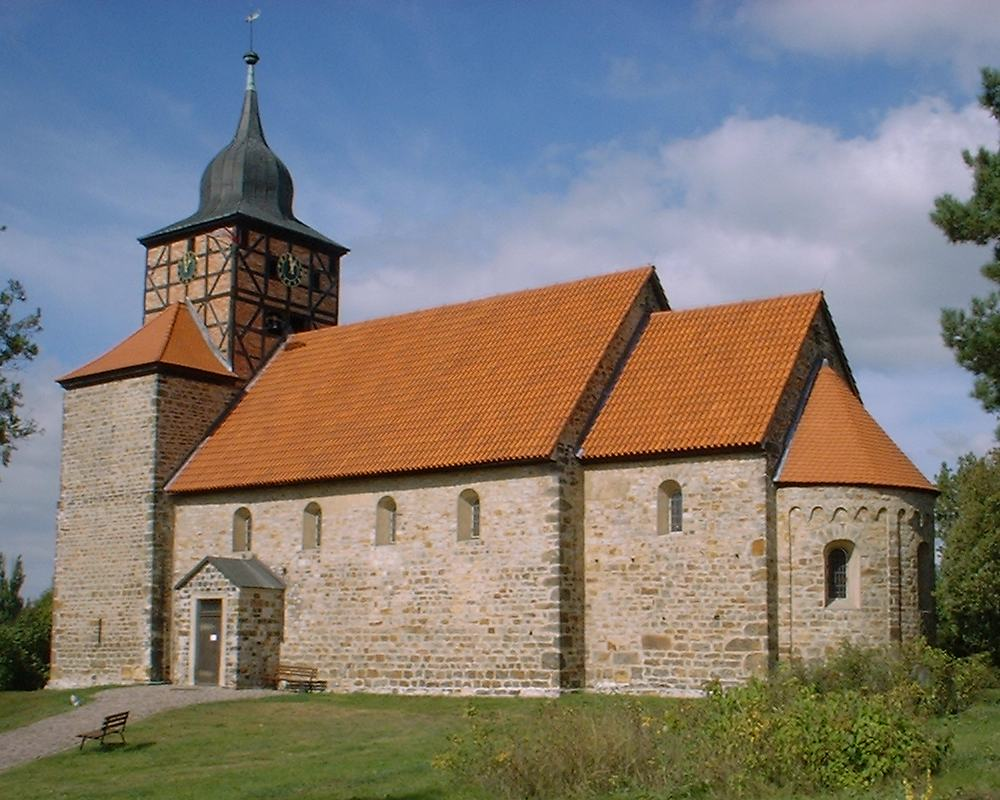
Церковь

Претцин (нем. Pretzien) — деревня в Германии, в земле Саксония-Анхальт.
Входит в состав города Шёнебек района Зальцланд. Население составляет 938 человек (на 31 декабря 2006 года). Занимает площадь 5,83 км².

## История
Основана, предположительно, между 650 и 900 годами как славянское поселение. В 1140 году была построена церковь.
Ранее имела статус общины (коммуны). 1 января 2009 года вошла в состав города Шёнебек. Последним бургомистром общины был Фридрих Харвиг.